# 綠貓鳥
绿猫鸟（学名：Ailuroedus crassirostris），又名绿园丁鸟，是雀形目园丁鸟科的一种鸟类，是最知名的猫鸟之一。
绿猫鸟体重约205.32克，翼长约155.8毫米，嘴峰长约33.7毫米，喙宽度约9.6毫米，喙厚度约14.4毫米，跗蹠长约48.6毫米，尾长约113.7毫米。绿猫鸟在其分布区内为留鸟，其栖息在密集的高大树木组成的森林中，食性为草食性。
绿猫鸟分布于澳大利亚昆士兰州东南部和新南威尔士州东部地区。该物种是单型物种，没有亚种分化。